# Lathyrus
Lathyrus es un género de plantas con flores con 160 especies perteneciente a la familia Fabaceae. Es originario de las zonas templadas, con un desglose de 52 especies en Europa, 30 especies en América del Norte, 78 en Asia, 24 en las zonas tropicales de África oriental , y 24 en la zona templada de América del Sur. Hay especies anuales y perennes que pueden ser trepadoras o espesas. Este género tiene numerosas secciones, incluyendo Orobus , que una vez fue un género separado.

## Descripción
Es una hierba anual o perenne, con tallo con frecuencia alado. Las hojas en su mayoría compuestas pinnadas, raquis que terminan en zarcillo, rara vez en una cerda o un foliolo; estípulas generalmente grandes. Inflorescencia en forma de racimo axilar o solitaria. Cáliz regular a irregular.  Fruto comprimido, con  2 o muchas semillas.

## Taxonomía
El género fue descrito por Carlos Linneo y publicado en Species Plantarum 2: 729-734. 1753.
Etimología
Lathyrus: nombre genérico derivado del griego que se refiere a un antiguo nombre del "guisante".

## Especies seleccionadas
- Lathyrus acirrosus Schur
- Lathyrus acutifolius Vogel
- Lathyrus acutus Gromov ex Trautv.
- Lathyrus affinis Guss.
- Lathyrus aegeus Davidov
- Lathyrus aegyptiacus Hasselq.
- Lathyrus allardi Batt.
- Lathyrus alatus Sibth. & Sm.
- Lathyrus alefeldi T.G.White
- Lathyrus andicolus Gand.
- Lathyrus angulatus L.
- Lathyrus aphaca L. - afaca, alverja silvestre.[6]
- Lathyrus brownii Eastw.
- Lathyrus chius Boiss. & Orph.
- Lathyrus cicera L.
- Lathyrus clymenum
- Lathyrus incanus (J.G.Sm. & Rydb.) Rydb.
- Lathyrus latifolius L.
- Lathyrus niger Bernh.
- Lathyrus nissolia L.
- Lathyrus nudicaulis (Willk.) Amo
- Lathyrus ochrus (L.) DC. - alverjana loca, tapisote.[6]
- Lathyrus odoratus L.
- Lathyrus pratensis L.
- Lathyrus sativus (L.) Sibth. & Sm. ex Steud.
- Lathyrus sylvestris L.
- Lathyrus tingitanus L.
- Lathyrus tuberosa

## Fitoquímica
Contiene varios aminoácidos no proteínicos 